# How Is It Done?
How Is It Done? è un cortometraggio muto del 1913 diretto da Frank Wilson.

## Trama
Un prestigiatore si esibisce nei suoi numeri con le carte da gioco, le palle da biliardo e così via.

## Produzione
Il film fu prodotto dalla Hepworth.

## Distribuzione
Distribuito dalla Hepworth, il film - un cortometraggio di 175 metri - uscì nelle sale cinematografiche britanniche nell'ottobre 1913.
Si conoscono pochi dati del film che, prodotto dalla Hepworth, fu distrutto nel 1924 dallo stesso produttore, Cecil M. Hepworth. Fallito, in gravissime difficoltà finanziarie, il produttore pensò in questo modo di poter almeno recuperare il nitrato d'argento della pellicola.